# Співпраця
Співпраця, співробітництво (фр. collaboration) — спільна діяльність, спільна праця для досягнення мети (історія слова вказує на негативний відтінок). Для відображення негативного сенсу цього слова (співпраця з ворогом) вживають слово колабораціонізм, колаборант або також одностороння співпраця коли одна зі сторін співпрацює виключно з позицій власної вигоди та пріоритетів без врахування/підтримки у випадку незацікавленості/зиску з захисту інтересів другої сторони.

## Етимологія
Термін співпраця датується 1871 роком і є зворотним утворенням від слова collaborator (1802), від французького collaborateur яке використовували під час наполеонівських воєн проти контрабандистів, які торгували з Англією та допомагали монархістам у втечі.

Французьке слово походить від латинського collaboratus, дієприкметника минулого часу від collaborare «працювати з» (co- «з» + labore «працювати»). 
В інших мовах слово також означає працівників загалом.
В окупованій Франції, 30 жовтня 1940 року, Петен закликав французів до «співпраці» з німецькими окупантами. 
 Після цього «співпраця з ворогом» стала  колаборацією.

## Про термін
Це рекурсивний процес, в якому двоє або більше людей або організацій працюють разом задля досягнення спільних цілей, (наприклад цікаве заповзяття, яке має творчий характер), за допомогою обміну інформацією, навчання і досягнення консенсусу. Це більше, ніж перетин загальних цілей, який спостерігається в кооперативних підприємствах, а глибока, колективна рішучість досягти спільної мети.
Більшість співпраць потребує лідерства, хоча форма лідерства може бути соціальною, зокрема всередині децентралізованих та егалітарних груп.
Команди, які працюють спільно можуть отримати більше ресурсів, визнання і винагород, на умовах конкуренції за обмежені ресурси.